# Fortloop
De Fortloop is een kleine linkerzijrivier van de Koudebeek die van de omgeving van het Mortselse Fort 4 (Kapitein Wagner) via kasteel Cantecroy (Kantinkrode) en de Gasthuishoeven naar het Borsbeekse Fort 3 (Luitenant Naeyaert) in noordelijke richting loopt om ten noorden van dit laatste fort en ten zuidwesten van het Borsbeekse dorpscentrum in de Koudebeek te vloeien. In 2014 werd de Fortloop voor een deel van haar loop in de Gasthuishoeven weer opengelegd en van meanders voorzien. Naar de twee Antwerpse forten 3 en 4 waar ze langsloopt wordt ze Fortloop genoemd.